# Arecales
Los Arecales son un orden de plantas con flores que comprende a una sola familia la cual es Arecaceaeaunque también se suele considerar a Dasypogonaceae como parte del orden, pero esta inclusión al orden ha sido cuestionada. 

## Taxonomía
El sistema de clasificación APG IV de 2016 ubicó a la familia Dasypogonaceae en este orden, luego de algunos estudios mostraron que la familia Dasypogonaceae era hermana de la familia Arecaceae, Sin embargo esta decisión ha sido cuestionada.
El nombre Arecales, formado de acuerdo a las normas del Código Internacional de Nomenclatura Botánica a partir del género tipo Areca.